# Wormaldia hemsinensis
Wormaldia hemsinensis là một loài Trichoptera trong họ Philopotamidae. Chúng phân bố ở miền Cổ bắc.